# 新腹足目
新腹足類（學名：Neogastropoda）是軟體動物門腹足纲的演化分支。在2005年《布歇特和洛克羅伊的腹足類分類》之前的舊分類，本分支被稱為新腹足目或新腹足次目。在2017年的更新分類中，這個支序又再成為目級的分類單元。

## 簡述
新腹足類的化石紀錄相對來說比較整全，而且支持目前普遍接受的演化論場景，即：本分類物種起源自早白垩世，隨後經歷過兩輪分別發生於晚白堊世及古新世的急速分化。
本支序物種只有一個心室、一個腎臟及一個單絲鰓，即鰓絲僅在中心軸的一側發育。
螺殼都留有通道讓虹管通過。這些象拔似的超長虹管是一條可延伸的管，從螺的外套膜的褶形成。這些物種的虹管可讓螺隻吸水進外套膜腔內。而在虹管的底部有從中心軸發育的雙絲嗅檢器，比物種的對應部分更發達。它们实现了重要的形态变化，包括例如虹吸管的伸长，口腔开口向头部末端位置偏移，以及形成发育良好的吸管。
神经系统非常集中。许多物种在紧凑的空间中有神经节。
齒舌作梁舌型，像一把銼那樣運作，每排只有三枚舌齒。
新腹足類的物種均為雌雄異體（dioecious）。
本分類現時有約1.6萬個物種，其成員不乏有名的物種，例如：有毒的芋螺科物種、海螺、泥螺, 榧螺、荔枝螺、郁金香旋螺以及蛾螺。本分類物種除了Clea跟Rivomarginella這兩個屬為淡水螺之外，其餘物種均為海螺。本分類是熱帶海洋裡物種多樣性最豐富的一員。牠們主要為獵食者，但也有食腐动物物種。

## 分類
新腹足類，舊作狭舌目（Stenoglossa，意思为狭窄），具體定義為其物種的齒舌每行具有1-3个齿。之後成為了新腹足目，它被约翰尼斯·提艾利(1921)放置於前鳃亚纲（ Milne-Edwards, 1848）之內。打從這時開始，新腹足類物種都被認為是一個自然群組，與其他的新進腹足類動物格外分明。所以這個分類獲普遍同意為一個單系群，因為從牠們的消化系統在解剖學上的多項共有衍徵顯現出來。
最初新腹足目物種被分為三大總科，分別是：骨螺总科、芋螺总科及核螺总科。

### 1997年分類
在1997年《旁得和林德伯格的腹足類分類》，新腹足次目是當時新建立的吸螺目（Sorbeoconcha Ponder & David R. Lindberg, 1997）之下的分類單元，屬於高腹足亚目（Hypsogastropoda Ponder & David R. Lindberg, 1997，也是在這個分類首度建立）的成員，包括下列四個總科：
- 蛾螺总科 Buccinoidea
- 核螺总科 Cancellarioidea Forbes & Hanley, 1851
- 芋螺总科 Conoidea Rafinesque, 1815
- 骨螺总科 Muricoidea Rafinesque, 1815

廣義的「雞心螺」或「芋螺類」包括本分類單元除蛾螺总科之外的三個總科。

### 2005年分類
新腹足類支序在2005年《布歇特和洛克羅伊的腹足類分類》屬於新進腹足類高腹足類支序的成員，普遍認同的總科包括下列六個總科：
- 蛾螺總科（Buccinoidea Rafinesque, 1815）
- 核螺總科（Cancellarioidea Forbes & Hanley, 1851）
  - 核螺科（Cancellariidae）
- 芋螺總科（Conoidea Fleming, 1822）
- 骨螺總科（Muricoidea Rafinesque, 1815）
  - 骨螺科（Muricidae）
  - 鳳螺科（Babyloniidae）
  - Costellariidae科
  - Cystiscidae科
  - 杨桃螺科（Harpidae）：又名豎琴螺科[10]
  - 穀米螺科（Marginellidae）
  - 筆螺科（Mitridae）[10]
  - † Pholidotomidae科
  - Pleioptygmatidae科
  - Strepsiduridae科
  - 拳螺科（Turbinellidae）
  - 渦螺科（Volutidae）[10]
  - Volutomitridae科
- 榧螺總科[10]（Olivoidea Latreille, 1825）
- 擬榧螺總科（Pseudolivoidea (de Gregorio, 1880)）

不過，這種基於形態特徵的關係，從系統發育的角度來看並不穩定的。舉例說，核螺總科（Cancellarioidea Forbes & Hanley, 1851）或蛾螺總科（Buccinoidea　Rafinesque, 1815）就在不同的文獻並指應為餘下的新腹足類物種的姊妹群組。
本分類在極地亦有分佈，在南極半島西北面威德爾海的西摩島曾有發現本目物種的化石。

### 2017年分類
除了新腹足類被歸為目級分類以外，原來的骨螺總科繼續被分拆，包括以下更新：
- 筆螺科與Charitodoronidae及Pyramimitridae合組成為筆螺總科[15]；
- 核螺科原為獨自一個總科，是為核螺總科；現與原屬骨螺總科的渦螺科合組成為渦螺總科，原核螺總科變成了渦螺總科的異名[16]；
- 只有化石種的Pholidotomidae科與原為總科地位未定的Sarganidae科與Weeksiidae科及新建立的Moreidae科 (Stephenson, 1941) †[17]合組為新的Pholidotomoidea總科[18]；
- 原來的拳螺科現時被提升至總科，若按Turbinellidae Swainson, 1835的中文譯名鉛螺科，這個總科應該叫作「鉛螺總科」。

另外，原來的擬榧螺總科（Pseudolivoidea (de Gregorio, 1880)）現被視為榧螺總科的異名。
以下為在這分類中本目所包含的八個總科：
- 峨螺總科（Buccinoidea Rafinesque, 1815）
- 芋螺總科（Conoidea Fleming, 1822）
- 筆螺總科（Mitroidea Swainson, 1831）
- 骨螺總科（Muricoidea Rafinesque, 1815）
- 榧螺總科（Olivoidea Latreille, 1825）
- Pholidotomoidea Cossmann, 1896 †
- 鉛螺總科（Turbinelloidea Rafinesque, 1815）
- 渦螺總科（Volutoidea Rafinesque, 1815）
  - 核螺科（Cancellariidae）
  - Volutomitridae科

### 科
以下為2011年前的新腹足類的所有科：
- 總科地位未定
  - † Johnwyattiidae科
  - † Perissityidae科
  - † Sarganidae科
  - † Speightiidae科
  - † Taiomidae科
  - † Weeksiidae科
- 蛾螺總科（Buccinoidea）
  - Belomitridae Kantor, Puillandre, Rivasseau & Bouchet, 2012
  - 蛾螺科 Buccinidae Rafinesque, 1815
  - Busyconidae Wade, 1917 (1867)
  - 布紋螺科 Colubrariidae Dall, 1904
  - 核螺科 Columbellidae Swainson, 1840：又名牙螺科[19]
  - † Echinofulguridae Petuch, 1994
  - 旋螺科 Fasciolariidae Gray, 1853：又名细带螺科[19]
  - 香螺科 Melongenidae Gill, 1871 (1854)：==Galeodidae，又名盔螺科[10]
  - 织纹螺科 Nassariidae Iredale, 1916 (1835)
- 榧螺總科（Olivoidea）[10]
  - 榧螺科（Olividae）[10]
  - Olivellidae科
- Pseudolivoidea總科
  - Pseudolividae科
  - Ptychatractidae科
- 芋螺總科（Conoidea）
  - 芋螺科（Conidae）
  - Clavatulidae科
  - Drilliidae科
  - Pseudomelatomidae科
  - Strictispiridae科
  - 笋螺科（Terebridae）[10]
  - 捲管螺科（Turridae，亦作塔螺科）[10]

## 外部連結
- 維基物種上的相關：新腹足目
- Neogastropod Tree of Life